# メルー (カウンティ)
メルー（スワヒリ語: Wilaya ya Meru、英語: Meru County）はケニアの東部州中央のカウンティ。
中心都市はメルー。
2009年の人口は135万6301人。

## 民族・宗教
キクユ族やエンブ人、カンバ族と同様に、ンガー人(メルー人)がケニア山周辺を故郷にしている。
メルー人はバントゥー系民族に属し、19世紀に大英帝国に征服された。
宣教師が活動した事で、キリスト教(メソジスト・長老派教会・カトリック教会等)の信者が多数派である。
ヒンドゥー教を信仰するインド人の子孫や、イスラム教を信仰するアフリカ人やアラブ人の子孫も少数派として暮らす。
征服者であるイギリス人を中心とするヨーロッパ人も暮らす。

## 人口
- 1999年8月24日：110万2930人
- 2009年8月24日：135万6301人[2]

## 隣接カウンティ
- 北西～北東：イシオロ
- 東： タナ川
- 南東： キツイ
- 南： タラカ＝ニシ
- 南西： ニエリ
- 西： ライキピア

## 主要都市
- メルー（英語版）：3万8833人(2009年)(中心都市)

## 著名人
- フランシス・ムサウラ（英語版）(Francis Muthaura)
  - 1946年8月20日～
  - 東アフリカ共同体事務総長：2000年7月～2001年
  - 官房長官：2003年2月～2012年2月

- ギトブ・イマニャラ（英語版）(Gitobu Imanyara)
  - 1954年～
  - 人権派弁護士・記者・政治家